# Andrzej Mostowski
Andrzej Mostowski (1er novembre 1913 – 22 août 1975) est un mathématicien polonais. En 1938, il reçoit le doctorat en mathématiques de l'université de Varsovie.
Il est principalement spécialisé en logique mathématique. En théorie des ensembles il a entre autres travaillé sur la cohérence relative de la négation de l'axiome du choix, perfectionnant et généralisant une méthode due originellement à Abraham Fraenkel et connue aujourd'hui sous le nom de méthode de permutation de Fraenkel-Mostowski. Bien que cette méthode utilise de façon essentielle une théorie des ensembles avec atomes, elle a pu, combinée avec le forcing de Paul Cohen, être transposée à la théorie des ensembles ZFC.
Mostowski travaille également en théorie des modèles et en théorie de la calculabilité.